# Розжалов
Розжалов (укр. Розжалів) — село в Радеховской городской общине Шептицкого района Львовской области Украины.
Население по переписи 2001 года составляло 679 человек. Занимает площадь 1,339 км². Почтовый индекс — 80211. Телефонный код — 3255.